# Artillery Duel
Artillery Duel è un videogioco pubblicato nel 1982 per la console Bally Astrocade dalla Astrocade Inc. e nel 1983 per Atari 2600, ColecoVision, Commodore 64 e Commodore VIC-20 dalla Xonox. Si tratta di uno dei primi titoli commerciali dotati di grafica del filone di Artillery, il classico gioco che simula il moto del proiettile.
Le versioni della Xonox uscirono anche in coppia con diversi altri titoli; in particolare la versione Commodore 64 non uscì singolarmente, ma solo in abbinamento con Chuck Norris Superkicks.

## Modalità di gioco
Il gioco è soltanto per due giocatori in competizione. La schermata, con visuale fissa laterale, mostra un territorio formato da colline e alberi, dal profilo diverso in ogni partita. Ogni giocatore controlla una postazione di artiglieria fissa vicina a uno dei due lati opposti dello schermo.
A turno i due selezionano l'alzo in gradi e la potenza del tiro, misurata come quantità di "polvere", e sparano un colpo. Lo scopo è centrare la postazione avversaria, tenendo conto degli ostacoli e della velocità e direzione del vento, variabile a ogni turno. C'è un limite di tempo per turno per sparare.
I colpi hanno un'area di effetto e possono distruggere anche il paesaggio. Quando si colpisce l'avversario si infligge un danno variabile in percentuale, a seconda della precisione del colpo. Tre livelli di difficoltà sono selezionabili separatamente per ogni giocatore, influendo sull'area d'effetto dei colpi, sul tempo a disposizione e sul vento massimo.
A seconda delle versioni, a scopo puramente decorativo, possono apparire animazioni di soldati in marcia e uno schermetto che evidenzia il bersaglio.
La versione per Atari 2600 è piuttosto debole graficamente rispetto a tutte le altre, senza alberi e senza terreno distruttibile.